# Ронен Лев
Ронен Лев (нар. 22 вересня 1968) – ізраїльський шахіст, гросмейстер від 1995 року.

## Шахова кар'єра
У 1984 і 1987 роках виборював золоті медалі на чемпіонаті Ізраїлю серед юніорів до 20 років. Тричі представляв свою країну на чемпіонаті Європи в цій віковій категорії, найбільшого успіху досягнувши на перетині 1988 і 1989 років у Арнемі, де виборов бронзову медаль. 1988 року єдиний раз у своїй кар'єрі виступив на шаховій олімпіаді, а рік по тому – на командному чемпіонаті Європи. Неодноразово брав участь у фіналі чемпіонату Ізраїлю, найбільшого успіху досягнувши 1992 року в Рамат-Гані, де разом з Іллєю Сміріним і Алоном Грінфельдом поділив 1-ше місце.
Досягнув кількох успіхів на міжнародних турнірах, зокрема тричі в Тель-Авіві: 4-те місце у 1989 році (позаду Михайла Гуревича, Йорга Гікля та Ілана Манора), поділив 2-ге місце в 1990 році (позаду Лева Псахіса, разом з Михайлом Талем і Пією Крамлінг), а також поділив 1-ше місце в 1994 році (разом з Рамом Соффером).
Найвищий рейтинг Ело в кар'єрі мав станом на 1 січня 1995 року, досягнувши 2505 очок ділив тоді 14-16-те місце серед ізраїльських шахістів.

## Зміни рейтингу
| На цьому місці має відображатися графік чи діаграма, однак з технічних причин його відображення наразі вимкнено. Будь ласка, не видаляйте код, який викликає це повідомлення. Розробники вже працюють для того, щоби відновити штатне функціонування цього графіка або діаграми. | |
| | На цьому місці має відображатися графік чи діаграма, однак з технічних причин його відображення наразі вимкнено. Будь ласка, не видаляйте код, який викликає це повідомлення. Розробники вже працюють для того, щоби відновити штатне функціонування цього графіка або діаграми. |